# Långtjärnen (Offerdals socken, Jämtland, 706360-140389)
Långtjärnen är en sjö i Krokoms kommun i Jämtland och ingår i Indalsälvens huvudavrinningsområde.